# یئوم کی هون
یئوم کی هون (انگلیسی: Yeom Ki-hun؛ زادهٔ ۳۰ مارس ۱۹۸۳) یک بازیکن فوتبال اهل کره جنوبی است.
وی همچنین در تیم‌های ملی فوتبال کره جنوبی کره جنوبی کره جنوبی بازی کرده‌است.